# フェアフィールド (カリフォルニア州)
フェアフィールド（英: Fairfield）は、アメリカ合衆国カリフォルニア州のソラノ郡にある都市。同郡の郡庁所在地である。人口は11万9881人（2020年）。サンフランシスコ・ベイエリアの北東部に位置する。サンフランシスコ市とサクラメント市の間にあり、どちらからも約60キロメートル離れている。
フェアフィールドは1859年にクリッパー船の船長ロバート・H・ウォーターマンによって設立され、その故郷であるコネチカット州フェアフィールドに因んで市名を付けられた。市内にトラビス空軍基地があり、またゼリービーンズの工場であるジェリー・ベリーがある。

## 歴史
最初のヨーロッパ人による接触は1810年のことであり、スペイン軍がススン族インディアンに対する攻撃を命じられたものだった。1835年、メキシコのヴァレーホ将軍がインディアンの酋長セム・イェトに勝利しても大変寛大だったので、イェトは他の種族との紛争があったときはヴァレーホに同盟した。1837年、インディアンの酋長ソラノがランチョ・サスーンに関するメキシコの土地特許を取得した。この特許権は最終的にロバート・H・ウォーターマンというコネチカット州出身のクリッパー船船長の手に落ちた。ウォーターマンは1856年に町を区画割りしただけでなく、商業的にもうまく立ち回って1858年にはベニーシャにあった郡庁を移させた。この誘致のために郡庁を建設する用地として16エーカー (64,000 m²) の使用を認めた。フェアフィールドは1903年に市制を敷いた。

## 地理
フェアフィールドはサスーンシティと隣接しており学区や警察、消防などの行政を統合している。その他の周辺都市には、バカビル、ベニーシャおよびヴァレーホの各市がある。約25キロメートル西にはワイナリーで有名なナパ市がある。
フェアフィールドはサンフランシスコ・ベイエリアのカリフォルニア海岸山脈の中に位置している。サスーン湾の北、サンパブロ湾の北東にあたる。サスーン湾の北にアメリカ西海岸で最大の塩水湿地であるサスーン湿地がある。サクラメント・バレーが市の東にある。
アメリカ合衆国国勢調査局に拠れば、市域全面積は38.7平方マイル (102.6 km2)であり、このうち陸地は37.7平方マイル (98.5 km2)、水域は1.04平方マイル (3.1 km2)、水域率は5.95％である。

## 人口動態
以下は2000年国勢調査による人口統計データである。
| 基礎データ - 人口: 106,5215人 - 世帯数: 33,494世帯 - 家族数: 24,016家族 - 人口密度: 986.3人/km2（2,782人/mi2） 人種別人口構成 - 白人: 46.54% - アフリカン・アメリカン: 19.08% - ネイティブ・アメリカン: 0.73% - アジア人: 12.53% - 太平洋諸島系: 0.93% - その他の人種: 8.77% - 混血: 7.41% - ヒスパニック・ラテン系: 24.48% 年齢別人口構成 - 18歳未満: 29.8% - 18-24歳: 11.1% - 25-44歳: 31.3% - 45-64歳: 18.8% - 65歳以上: 9.0% - 年齢の中央値: 31歳 - 性比（女性100人あたり男性の人口） - 総人口: 99.1 - 18歳以上: 97.4 | 世帯と家族（対世帯数） - 18歳未満の子供がいる: 43.1% - 結婚・同居している夫婦: 58.4% - 未婚・離婚・死別女性が世帯主: 14.2% - 非家族世帯: 22.2% - 単身世帯: 17.0% - 65歳以上の老人1人暮らし: 5.5% - 平均構成人数 - 世帯: 2.98人 - 家族: 3.33人 収入と家計（2007年推計） - 収入の中央値 - 世帯: 49,151米ドル - 家族: 52,503米ドル - 性別 - 男性: 35,544米ドル - 女性: 27,616米ドル - 人口1人あたり収入: 18,617米ドル - 貧困線以下 - 対人口: 13.1% - 対家族数: 8.9% - 18歳未満: 14.1% - 65歳以上: 7.2% |

### 収入

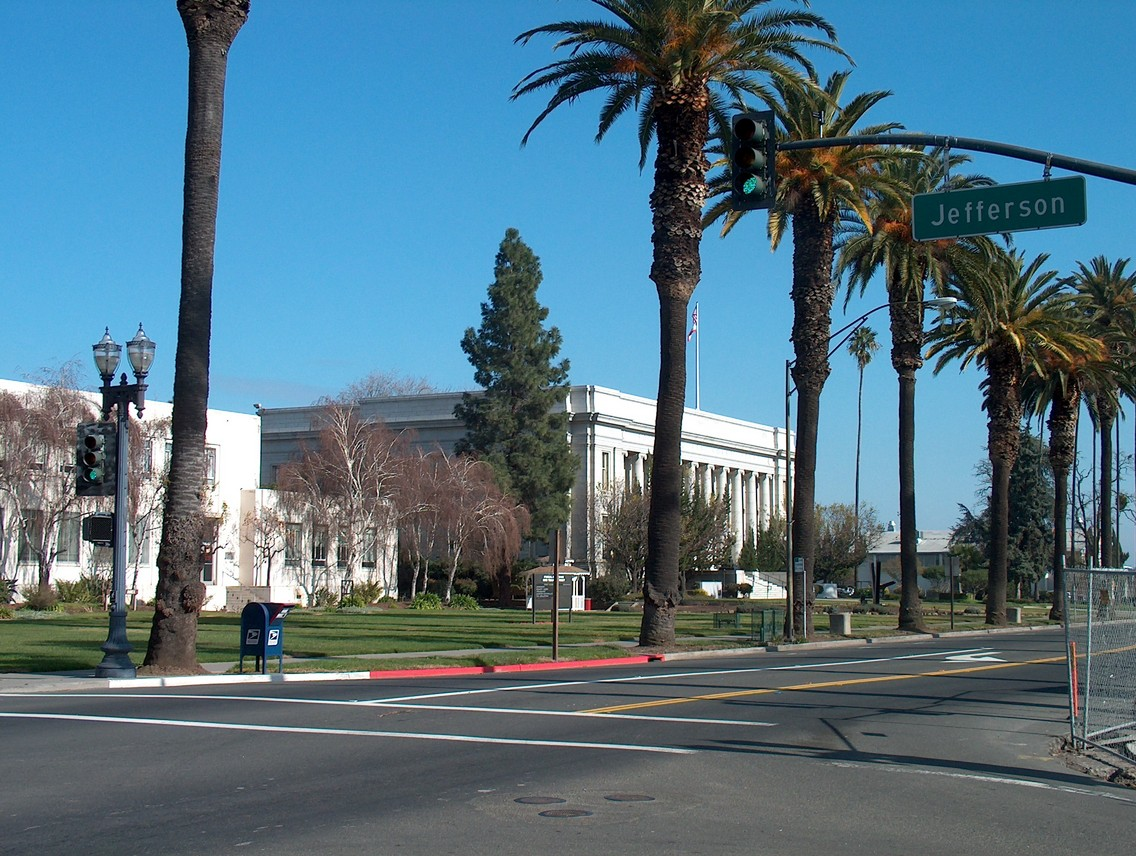
中心街のウェストテキサス通り

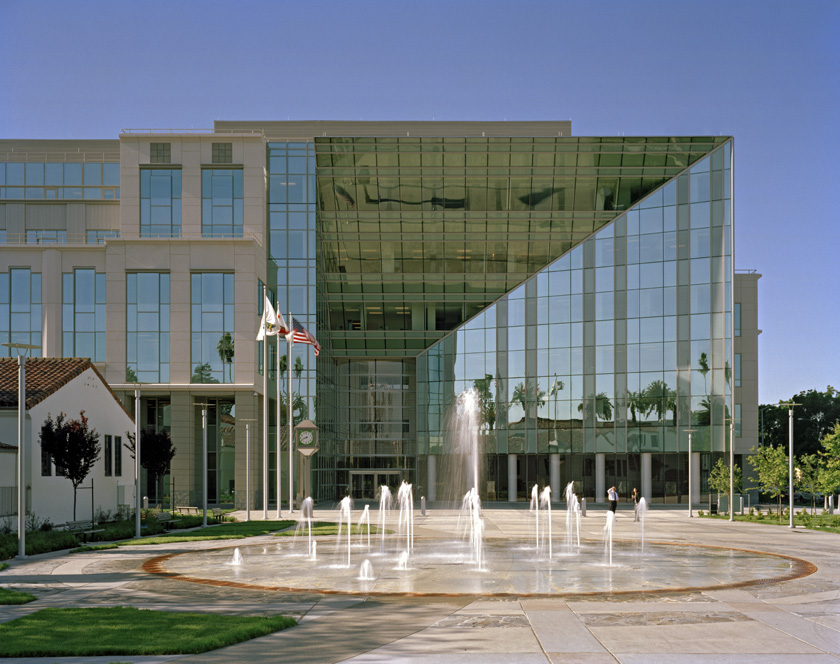
フェアフィールド中心街にあるソラノ郡郡庁舎

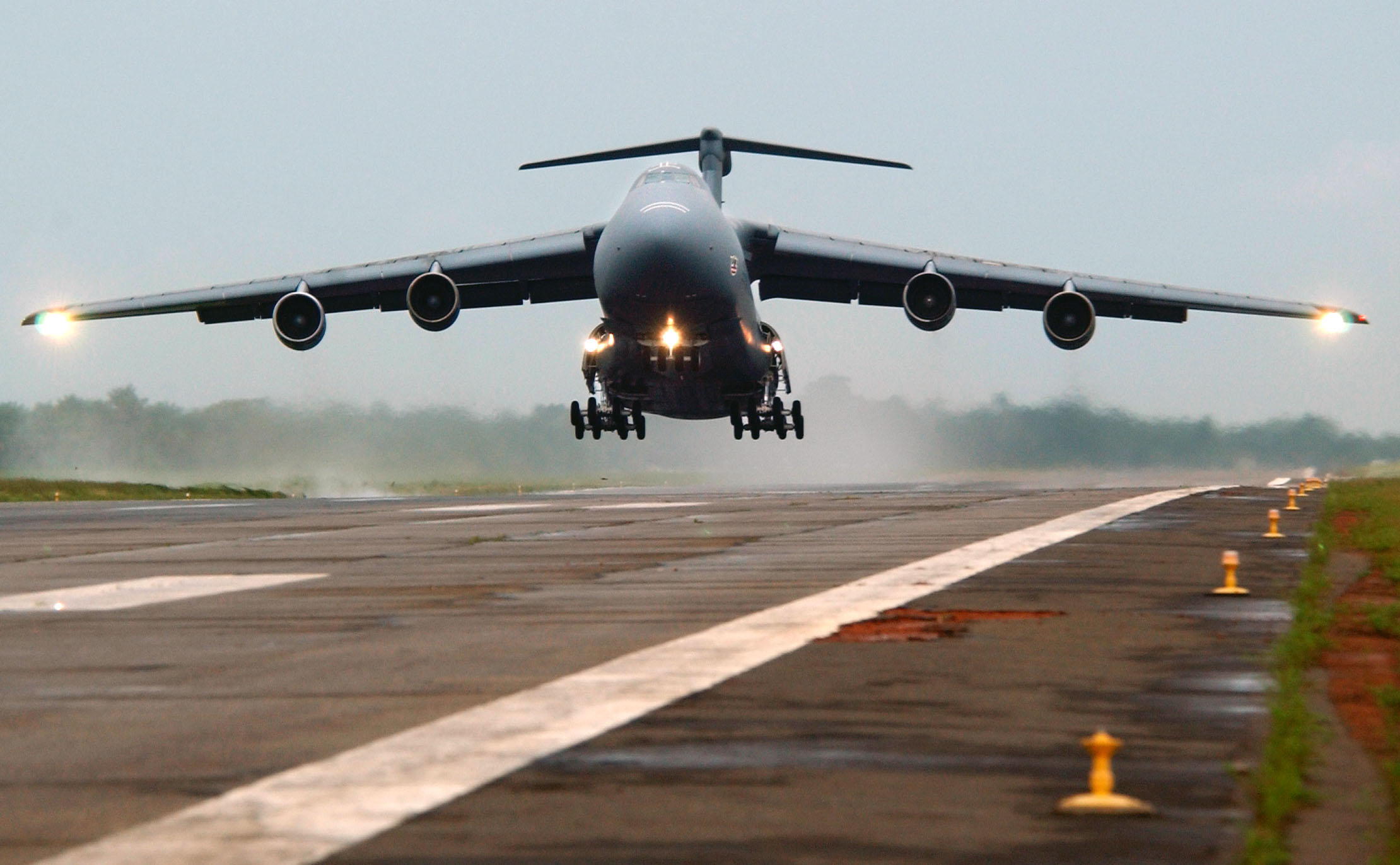
トラビス空軍基地からシエラレオネに向けて飛び立つC-5輸送機

## 経済
フェアフィールドは多様な経済基盤が有り、政府、製造業、医療、小売業、専門店と商業施設の建設部門が主な雇用主である。アンハイザー・ブッシュ社が大規模なバドワイザーの醸造設備を操業しており、クロロックス社はブリーチ商品を製造し、ジェリーベリー・キャンディ会社はそのお家芸であるゼリービーンズを製造している。

### 主要雇用主
フェアフィールドの包括的年間財務報告書2008年版によれば、市内の大きな雇用主トップ10は以下の通りである。
| 順位 | 雇用主                               | 従業員数 |
| ---- | ------------------------------------ | -------- |
| 1    | トラビス空軍基地                     | 14,353   |
| 2    | ソラノ郡                             | 2,850    |
| 3    | フェアフィールド・ススン統合教育学区 | 2,000    |
| 4    | ノースベイ医療センター               | 1,115    |
| 5    | ソラノ・コミュニティ・カレッジ       | 650      |
| 6    | フェアフィールド市                   | 608      |
| 7    | サッター・ヘルス                     | 475      |
| 8    | ジェリーベリー                       | 461      |
| 9    | コパート                             | 450      |
| 10   | ウェストアメリカ銀行                 | 407      |

## 教育
フェアフィールドの公立学校はフェアフィールド・サスーン統合教育学区とトラビス統合教育学区に属している。地域の高校は6校、中学校は5校ある。セム・イェト継続学習校とメアリー・バード・コミュニティ昼間学校はフェアフィールド・ススン統合教育学区に属し、バンデン高校はトラビス統合教育学区に属し、トラビス空軍基地の近くに位置している。
近辺にある大学としてはカリフォルニア海事大学、カリフォルニア大学デービス校、同バークレー校、カリフォルニア州立大学サクラメント校、同イーストベイ校、同ソノマ校、トリニニティ・カレッジ・オブ・メッセージ、セントメアリーズ・カレッジ、フェニックス大学、およびハップマン大学がある。トリニティ・バイブリカル大学とソラノ・コミュニティ・カレッジの主キャンパスも市内にある。

## レクリエーション

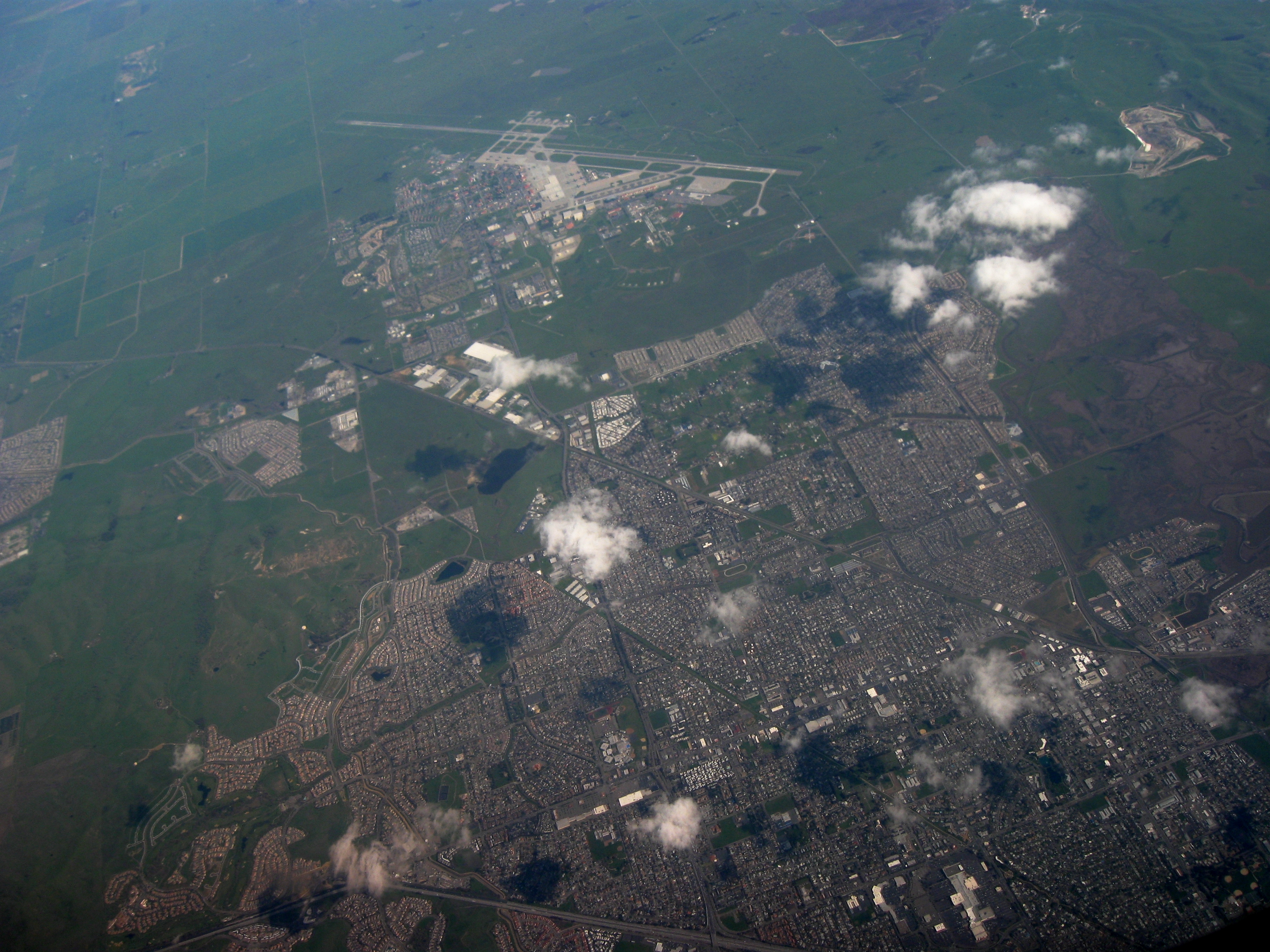
フェアフィールドの航空写真、上方中央にトラビス空軍基地が見える

- フェアフィールド中心街;
  - ショッピング、コミュニティの祭と娯楽がある。
- ウェストフィールド・ソラノ・モール;
- ススン・バレー収穫の道

### 公園
- ロックビルヒルズ地域公園
  - この公園はロックビル道路沿いにあり、ススン・バレー道路とロックビル道路交差点からは約1.2 kmである。自転車乗り、ハイキング、ウォーキングができる。
- フェアフィールド・リニア公園
  - 元鉄道の軌道跡に沿って市内に伸びている。ピクニックテーブルがあり、遊具もある。ランニング、ウォーキング、自転車乗りを楽しめる。
- アラン・ウィット公園
  - 最新の水上公園があり、スポーツセンターと周回式スケート公園が入っている。水上公園にはウォータースライド、幼児用水遊び場、少年プール、競泳用プール、屋内プール、および流水プールがある。この公園にはテニスコート、レクリエーションビル、ピクニック場、野球場、バスケットボールコート、バレーボールコート、スケート公園、蹄鉄投げ場もある。レストルームも備えられている。
- ドーバー公園
- サンライズ公園
- ローレルクリーク公園

### ゴルフコース
市内には2つのパブリックと1つの私営ゴルフコースがある。パブリックのパラダイス・バレーとランチョ・ソラノ・ゴルフコースはザガット・サーベイで「アメリカのベスト・ゴルフコース」に、2004年のゴルフ・ダイジェスト・マガジンでは3,5星に、またソラノ郡では毎年1位と2位に投票で押されている。

## 姉妹都市
- 日本、山梨県、韮崎市